# Torrox
Torrox is een gemeente in de Spaanse provincie Málaga in de regio Andalusië met een oppervlakte van 50 km². In 2021 telde Torrox 18.782 inwoners.
De gemeente Torrox bestaat uit twee plaatsen: Torrox Pueblo, dat in het binnenland ligt en Torrox Costa dat tussen de A-7 en de zee ligt. In Torrox Costa bevinden zich een (beperkt) aantal hotels. Vlak bij de vuurtoren is een aantal romeinse graven gevonden.

## Demografische ontwikkeling
Bron: INE; 1857-2011: volkstellingen
1. ↑  (es) Población según municipio y sexo. INE. Geraadpleegd op 29 augustus 2023.